# 東湧水庫
東湧水庫（英文：Dongyong Reservoir）為一座位在連江縣東引鄉三義村的一座水庫，並且為東引島上最大的水庫，目前由連江縣政府連江縣自來水廠進行管理與維護。

## 沿革

### 起源
連江縣東引鄉因為全島面積狹小、地勢陡峻、無河川也無湖泊，而四季雨量分布更不均，地面也因為地形陡峻因此能承接的降雨量極少，絕大多數的降雨量在下到東引島後便直流入海，使得水源貯存極為不易。此外，全島皆由火成岩組成，地下貯水空間只限於薄層的沖積層與岩石受風化裂隙發達處，地下水資源也很稀少，在東湧水庫興建前，當地居民僅能依靠唯一的集水池獨龍潭來供給居民用水。

### 興建
早年駐紮於此的國軍馬祖防衛司令部防區歷任指揮官皆有興建水庫之計畫或意識，然而都受阻於地形、地質等問題，而未能動工興建。直至陸軍謝久中將來到馬祖防衛司令部就任後，決定興建水庫，聘請水資源專家、工兵署專家進行興建水庫的協商與規畫，並親自陪同專家數度至水庫興建預定地東引鄉北澳來實地探勘。
最終於1982年（民國71年）11月1日，謝久向當時中央政府爭取新臺幣5000餘萬元後正式動工興建水庫。先後調派陸軍第六軍團511工兵營第二連暨515工兵營第一連來興建，並且動員防區內的官兵一同協助施工。然而興建期間，因施工上與設計發生錯誤而暫停施工，直到1984年（民國73年）12月9日才重新復工，耗時約3年後，於1985年（民國74年）7月11日，東湧水庫壩體工程竣工，當時蓄水量為8萬噸，爾後後又完成水庫的污水管線、攔砂壩、簡易淨水廠、輸配水管路系統、環湖便道等工程，整體興建工程在1985年（民國74年）10月31日全數完成。

### 擴建
1986年（民國75年）5月9日為維護東湧水庫的水質，國軍東引指揮部完成隴后菜地的徵收工作。然而，由於水庫上游之集水區內仍有部分軍民居住，因此民生廢水仍常與雨水混合流入水庫中。在遷村及遷建部隊營舍皆不易的情況下，1993年（民國82年），東引自來水廠完成集水區內污水下水道工程來改善水庫水質。
1995年（民國84年），當時東引國中的師生進行「東引地區水質調查」，發現集水區內最嚴重的污染源乃是國軍補給倉庫、汽車連、發電廠、保修連之廢油料、化兵排之有毒化學物質以及北澳村上方之農藥污染，使水庫出現優養化現象，甚至水質有惡臭的狀況產生；另外，集水區內的軍方單位及北澳村大多無獨立的污水排放管，易造成污水滲入地下水，一旦大雨來臨，便會滲透進水庫，引起水庫水質污染。因此1999年（民國88年），東引指揮部再爭取新臺幣2100萬元，完成淨水廠改善工程，以確保地區軍民飲用水之安全衛生。
1997年（民國86年），為增加東湧水庫的儲水量，計畫加高水庫大壩之高度。在1999年（民國88年）6月正式開始規劃水庫大壩增高1公尺的工程並耗資新臺幣3000萬開始施工。工程於2000年（民國89年）6月正式完工，完工後讓東湧水庫儲水量增加為9萬噸，每月供水可達1萬2000噸。
2003年（民國92年），為增加東湧水庫之水源來源，因此在燕秀沃地區的地底下興建地下截水牆來攔截地下水，再送入東湧水庫中。

## 設施

### 管理
- 設計單位：臺灣省政府水利局[2]
- 興建單位：中華民國國軍陸軍馬祖防衛指揮部
- 管理單位：連江縣政府連江淨水廠

### 水庫
- 水源來源：越域抽水[2]
  - 1.水庫周邊截水系統
  - 2.燕秀沃地下水抽水系統
- 集水區面積：0.495+0.32平方公里
- 滿水位面積：0.016平方公里
- 滿水位標高：18.8公尺
- 水庫容量：8.7萬立方公尺
- 有效容量：8萬立方公尺（2004年/民國93年施測）

### 水壩
- 水壩型式：混凝土重力壩[2]
- 壩頂標高：19.5公尺
- 壩高：19.5公尺
- 壩長：116公尺
- 溢洪道型式：自由溢流溢洪道
- 溢洪道頂標高：18公尺
- 溢洪道頂長度：13.5公尺(5孔)

### 取水工
- 取水形式：抽水式（30HP抽水機）[2][5]
- 取水量：每日供水量500立方公尺

## 周遭景點
- 東湧燈塔
- 東引酒廠
- 朝山觀音
- 安東坑道

## 資料來源
1. 1 2  . 經濟部水利署. 2012-04-03  [2015-06-29]. （原始内容存档于2016-03-04） （中文（臺灣））.
2. 1 2 3 4 5 6 7  . 行經濟部水利署. 2015-01-15  [2015-06-29] （中文（臺灣））.[永久]
3. 1 2 3 4 5 6 7 8 9  . 行政院文化部.   [2015-06-29]. （原始内容存档于2019-09-03） （中文（臺灣））.
4. ↑  陳其敏. . 馬祖日報. 2011-11-17  [2015-06-29]. （原始内容存档于2019-12-02） （中文（臺灣））.
5. ↑  . 連江縣自來水廠.   [2015-06-29]. （原始内容存档于2019-12-27） （中文（臺灣））.